# Mount Campbell (Antarktika)
Mount Campbell ist ein markanter und 3790 m hoher Berg in der antarktischen Ross Dependency. Er ragt 5,5 km südöstlich des Mount Wade in den Prince Olav Mountains auf.
Teilnehmer der United States Antarctic Service Expedition (1939–1941) entdeckten und fotografierten ihn. Der US-amerikanische Geophysiker Albert P. Crary (1911–1987) nahm zwischen 1957 und 1958 eine Vermessung des Berges vor. Crary benannte den Berg nach Joel Campbell vom United States Coast and Geodetic Survey, Projektleiter zur Erforschung des Erdmagnetfelds in Antarktika zwischen 1957 und 1960.